# Motornummer

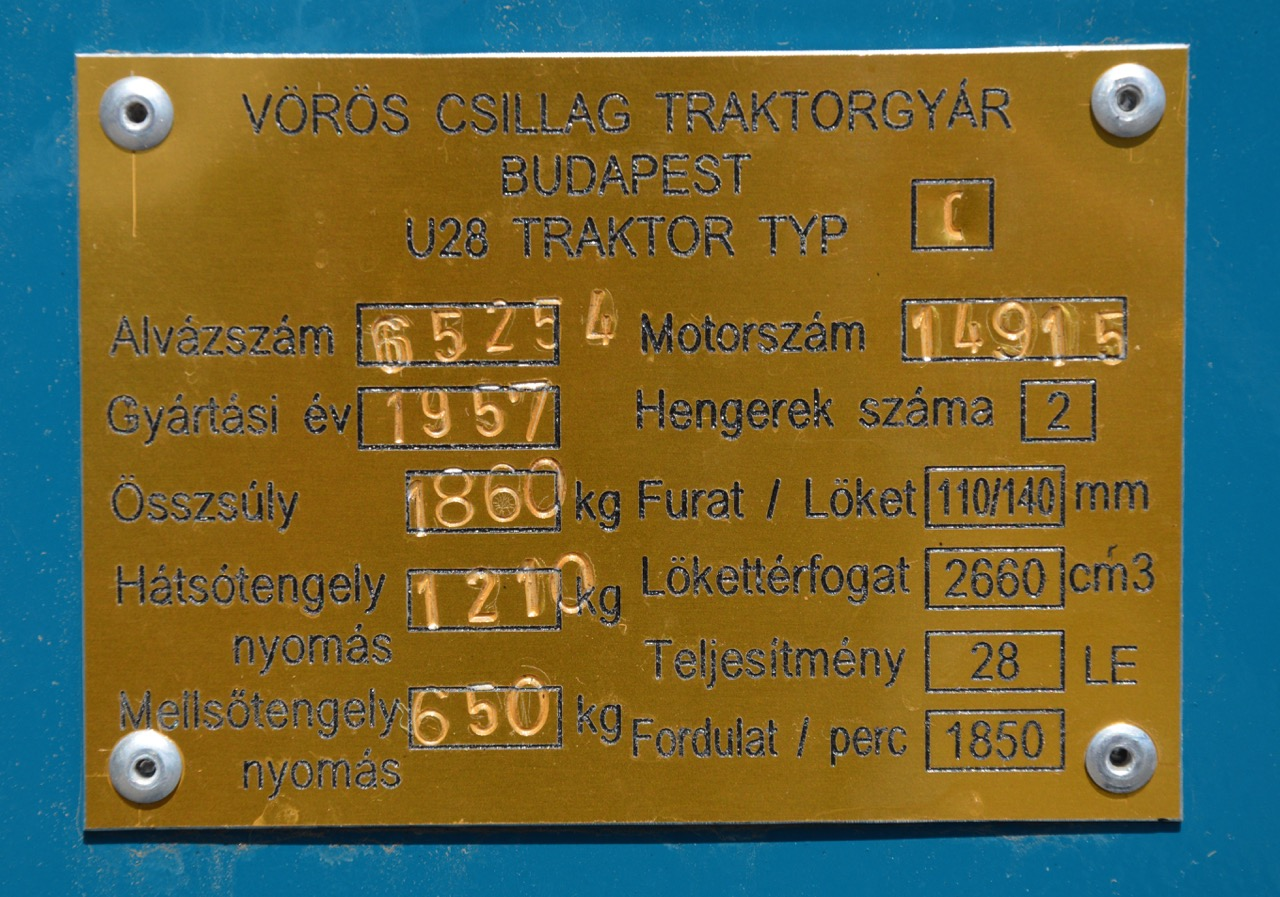
Typenschild eines Dutra UC-28 Traktors, Motorszam ist ungarisch für Motornummer

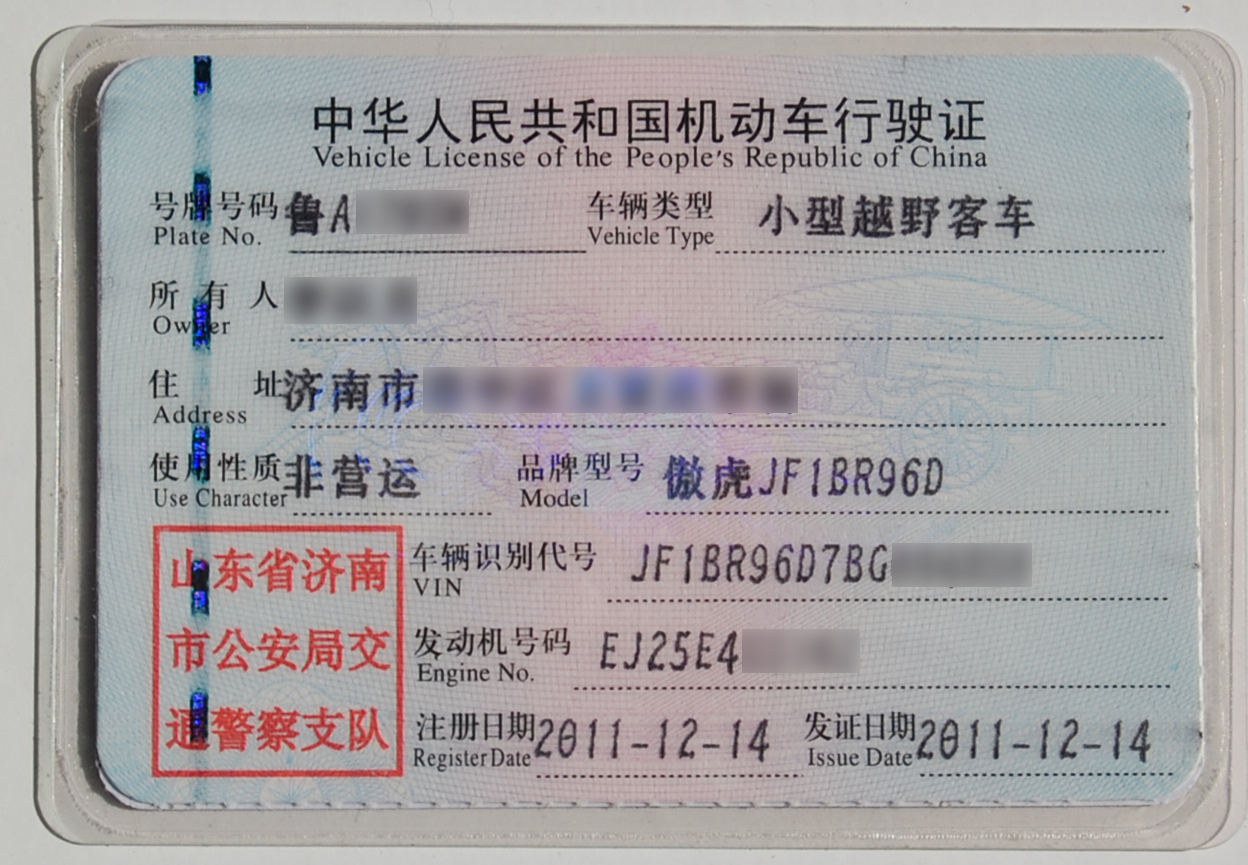
Chinesischer Fahrzeugausweis mit Motornummer, ausgestellt 2011

Die Motornummer ist eine zumeist fortlaufende Identifikations-Nummer.
Sie wird vom Motoren-Hersteller an einer einsehbaren Stelle des Motorblocks angebracht:
- auf eine gefräste / bearbeitete Fläche per Schlagmarkierungen, oder
- als Typenschild, oder
- im Guss des Motorblockes als erhabene Zahlen und Zeichen.

Bei den Herstellern werden die Unterlagen der verbauten Motoren und ihrer zugehörigen Nummern verwahrt. Da die meisten Hersteller solche Unterlagen länger aufbewahren als gesetzlich gefordert, besteht eine Möglichkeit, die Originalität eines Fahrzeugs bzgl. seines ersten Motors zu überprüfen (Oldtimer). Auch lässt sich mittels eines eventuellen Kennungs-Teiles überprüfen, ob der verbaute Motor überhaupt in diese Karosserie hineingehört, und ob die Motorleistung den in den Papieren angegebenen Daten entspricht. Daher ist bei Kauf gebrauchter Fahrzeuge immer auch eine Prüfung der Motornummer anzuraten.
Ein Beispiel: Ein VW Käfer 1200 mit 34 PS / 25 kW hat original einen Motor mit dem Kennbuchstaben D. Eine Motornummer könnte lauten: D 1234567. Diese Nummer ist unterhalb der Lichtmaschine in eine eingefräste Fläche zwischen zwei VW-Markierungen eingeschlagen. Ist nun in dem Wagen ein Motor mit Kennbuchstabe F oder H eingebaut, so stimmt die Motorleistung nicht. Das Fahrzeug hat dann ersatzhalber einen 40 PS- oder 44 PS-Motor bekommen; entsprechend ist eine Änderung der Kfz-Papiere und eine Höherstufung der Versicherung erforderlich.
In früheren Zeiten war die Motornummer auch Bestandteil der Fahrzeugpapiere: ein Ersetzen des Motors im Austausch- oder Schadensfall musste in die Papiere eingetragen werden. Diese Regelung ist jedoch seit den 1970er Jahren hinfällig.
Dennoch stellt die Motornummer weiterhin eine Urkunde dar: mit ihrer Hilfe kann nachgehalten werden, ob der verbaute Motor derjenige ist, der vom Fahrzeughersteller in das Kraftfahrzeug eingebaut wurde.